# کارها را به زنان بسپارید (ترانه)
کارها را به زنان بسپارید (به انگلیسی: Put a Woman in Charge) ترانه‌ای است از کب مو خواننده بلوز و رزان کش  خواننده موسیقی کانتری. این آهنگ در سپتامبر ۲۰۱۸ منتشر شد و ویدیوی آن در ۱۱ اکتبر ۲۰۱۸، در کانال یوتوب کب مو منتشر شد. او این ویدیو را به مادرش که رهبری قوی بود و در سن ۹۱ سالگی درگذشت تقدیم کرد. این ترانه در جدول‌های بیلبورد رده دهم را به خود اختصاص داد.